# Gujar Khan
Gujar Khan (tiếng Urdu: گوجرخان ) là một thành phố thuộc thuộc quận Rawalpindi Punjab, Pakistan. Thành phố có dân số ước tính năm 2010 là 57.152 người. Đây là thành phố lớn thứ quốc gia này, lớn thứ tỉnh. Thành phố là nơi có trụ sở của Gujar Khan Tehsil, tehsil lớn nhất Punjab. Thành phố có cự ly 55 km về phía đông nam Islamabad, và 220 km về phía tây bắc Lahore.